# Томське сільське поселення
То́мське сільське поселення (рос. Томское сельское поселение) — муніципальне утворення у складі Іжемського району Республіки Комі, Росія. Адміністративний центр — селище Том.

## Історія
18 січня 1961 року населені пункти Том, Койю та Картаєль ліквідованої Мош'юзької сільської ради утворили Картаєльську сільську раду.
30 липня 1965 року засновано селище Міждуріч'є Картаєльської сільської ради.
17 листопада 1992 року ліквідовано селище Міждуріч'є Картайольської сільської ради.

## Населення
Населення — 1159 осіб (2017, 1394 у 2010, 1757 у 2002, 2132 у 1989).

## Склад
До складу поселення входять такі населені пункти:
| Населений пункт     | Населення, осіб (1989) | Населення, осіб (2002) | Населення, осіб (2010) |
| ------------------- | ---------------------- | ---------------------- | ---------------------- |
| Картайоль, присілок | 455                    | 438                    | 335                    |
| Койю, селище        | 573                    | 381                    | 319                    |
| Том, селище         | 1104                   | 938                    | 740                    |